# Nous
Nous (gr. νοῦς) – słowo pochodzące z greki, w dosłownym znaczeniu duch, rozsądek, intelekt, rozum, w znaczeniu przenośnym:
- siła kształtująca wszechświat (Anaksagoras)[1]
- boska część duszy (Arystoteles)
- logistikon (siła rozumu), racjonalny aspekt indywidualnej duszy (Platon)
- aspekt uczestnictwa człowieka w życiu duchowym (neoplatonizm).
- logos (stoicyzm)
- emanacja boskości bądź boskiej natury człowieka (Plotyn)

U Arystotelesa nous rozdzielony jest na część aktywną i część pasywną, aspekt przyczynowości i aspekt wiedzy.
Heraklit najwcześniej myślał o rozumie: „Człowiek posiada subtelniejszy organ poznawczy”
W starożytnej Grecji nous tworzył triadę wraz z thymos i psyche.